# Quận St. Clair, Illinois
Quận St. Clair là một quận thuộc tiểu bang Illinois, Hoa Kỳ.
Quận này được đặt tên theo. Theo điều tra dân số của Cục điều tra dân số Hoa Kỳ năm 2000, quận có dân số người. Quận lỵ đóng ở.

## Địa lý
Theo Cục điều tra dân số Hoa Kỳ, quận có diện tích km2, trong đó có km2 là diện tích mặt nước.

## Thông tin nhân khẩu
Theo điều tra dân số 2 năm 2000, quận này đã có dân số 256.082 người, 96.810 hộ gia đình, và 67.282 gia đình sống trong quận hạt. Mật độ dân số là 386 người trên một dặm vuông (149/kmТВ). Có 104.446 đơn vị nhà ở mật độ trung bình của 157 trên một dặm vuông (61/kmТВ). Thành phần chủng tộc của cư dân sinh sống trong quận gồm 67,94% người da trắng, 28,77% da đen hay Mỹ gốc Phi, 0,26% người Mỹ bản xứ, 0,91% người Mỹ gốc Á, 0,05% các đảo Thái Bình Dương, 0,80% từ các chủng tộc khác, và 1,29% từ hai hoặc nhiều chủng tộc. 2,19% dân số là người Hispanic hay Latino thuộc một chủng tộc nào. 26,9% là người gốc Đức, Ailen 7,3%, 7,0% và 6,1% người Mỹ gốc tiếng Anh theo điều tra dân số năm 2000.
Có 96.810 hộ, trong đó 34,50% có trẻ em dưới 18 tuổi sống chung với họ, 48,10% là đôi vợ chồng sống với nhau, 17,10% có nữ hộ và không có chồng, và 30,50% là không lập gia đình. 25,90% hộ gia đình đã được tạo ra từ các cá nhân và 10,30% có người sống một mình65 tuổi hoặc cao hơn. Cỡ hộ trung bình là 2,59 và cỡ gia đình trung bình là 3.13.
Trong quận cơ cấu độ tuổi dân cư được trải ra với 27,70% dưới độ tuổi 18, 8,90% 18-24, 29,20% 25-44, 21,10% từ 45 đến 64, và 13,20% từ 65 tuổi trở lên người. Độ tuổi trung bình là 35 năm. Đối với mỗi 100 nữ có 91,40 nam giới. Đối với mỗi 100 nữ 18 tuổi trở lên, đã có 87,20 nam giới.
Thu nhập trung bình cho một hộ gia đình trong quận đạt mức USD 39.148, và thu nhập trung bình cho một gia đình là USD 47.409. Phái nam có thu nhập trung bình USD 36.569 so với 25.773 USD đối với phái nữ. Thu nhập bình quân đầu người là 18.932 USD. Có 11,80% gia đình và 14,50% dân số sống dưới mức nghèo khổ, bao gồm 21,60% những người dưới 18 tuổi và 9,80% của những người 65 tuổi hoặc cao hơn.